# Комсомольський (Чамзінський район)
Комсомо́льський (рос. Комсомольский, ерз. Комсомольский) — селище міського типу у складі Чамзінського району Мордовії, Росія. Адміністративний центр Комсомольського міського поселення.

## Населення
Населення — 13513 осіб (2010; 14230 у 2002).